# Аривечи (муниципалитет)
Аривечи (исп. Arivechi) — муниципалитет в Мексике, штат Сонора, с административным центром в одноимённом посёлке. Численность населения, по данным переписи 2020 года, составила 1177 человек.

## Общие сведения
Название Arivechi с языка индейцев опата можно перевести как — место черепов.
Площадь муниципалитета равна 726,3 км², что составляет 0,4 % от площади штата, а наиболее высоко расположенное поселение Ла-Меса-де-лос-Пимас, находится на высоте 1209 метров.
Он граничит с другими муниципалитетами Соноры: на севере, востоке и юге с Сауарипой, и на западе с Баканорой.

## Учреждение и состав
Муниципалитет был образован 12 апреля 1932 года, по данным 2020 года в его составе числится только 6 населённых пунктов:
| Код INEGI                  | Населённый пункт                                                                  | Численность населения (2005 год) | Численность населения (2010 год) | Численность населения (2020 год) |
| -------------------------- | --------------------------------------------------------------------------------- | -------------------------------- | -------------------------------- | -------------------------------- |
| 005                        | Всего                                                                             | 1280                             | 1253                             | 1177                             |
| 0001                       | Аривечи (исп. Arivechi) 28°55′43″ с. ш. 109°11′14″ з. д. (административный центр) | 708                              | 743                              | 635                              |
| 0006                       | Тарачи (исп. Tarachi) 28°48′31″ с. ш. 108°56′16″ з. д.                            | 383                              | 317                              | 374                              |
| 0002                       | Бамори (исп. Bámori) 28°51′53″ с. ш. 109°10′09″ з. д.                             | 136                              | 133                              | 112                              |
| 0005                       | Понида (исп. Pónida) 28°56′21″ с. ш. 109°11′13″ з. д.                             | 50                               | 60                               | 36                               |
| 0220                       | Ла-Меса-де-лос-Пимас (исп. La Mesa de los Pimas) 28°48′07″ с. ш. 108°56′05″ з. д. | —                                | —                                | 18                               |
| 0122                       | Бакауачи (исп. Bacahuachi) 28°53′42″ с. ш. 109°10′15″ з. д.                       | —                                | —                                | 2                                |
| —                          | Прочие                                                                            | 3                                | 0                                | 0                                |
| Названия на карте Генштаба |                                                                                   |                                  |                                  |                                  |

## Экономическая деятельность
По статистическим данным 2000 года, работоспособное население занято по секторам экономики в следующих пропорциях:
- сельское хозяйство, скотоводство и рыбная ловля — 41,4 %;
- промышленность и строительство — 23,4 %;
- торговля, сферы услуг и туризма — 33,8 %;
- безработные — 1,4 %.

## Инфраструктура
По статистическим данным 2020 года, инфраструктура развита следующим образом:
- электрификация: 97,4 %;
- водоснабжение: 92,3 %;
- водоотведение: 99 %.